# Sillery
|  | Per a altres significats, vegeu «Sillery (Marne)». |

Els Sillery foren un família francesa que donà molts magistrats il·lustres a la seva pàtria. Pretenien tenir el seu origen de l'època de les Croades; però, en realitat el primer individu conegut de la família és Jean Brulart, que fou president del Parlament de París a principis del segle xvi. Tingué per fill en Nadal Brulart, baró de Crosne, que fou fiscal general a París, i del qual en descendeixen els Brulart de Dijon, tres dels quals foren successivament presidents del Parlament de Borgonya. Un altre fill de Nadal, Pere, fou conseller del rei i president de la Sala d'instrucció dels affers criminals de París. Casà amb Ambrosia Regnault, que li portà amb dot les terres de Sillery, nom que en el successiu adoptà la família.
D'aquest matrimoni naixeren molts fills, quasi tots els quals ocuparen càrrecs d'importància, però el principal fou Nicolau Brulart, marquès de Sillery, (Sillery, 1544 - 1 d'octubre de 1624). Conseller del Parlament de París el 1573, les seves grans dots i intel·ligència feren que se li confiessin missions diplomàtiques d'importància. Així, el 1585, Enric III l'envià a conferenciar amb el rei de Navarra, i aquest, ja llavors rei de França amb el nom d'Enric IV, li confià missions a Suïssa (1589 i 1595), les negociacions de la pau de Vervins (1598) i les molt delicades pel divorci amb Margarida de Valois (reina de França) i les que seguiren per les noces amb Maria de Mèdici. El 1604 ocupant ja un dels més alts càrrecs en la magistratura, fou nomenat guarda-segells i, finalment, canceller de França. Durant la regència de Maria de Mèdici es posà en desacord amb Concini que acabà per fer-lo destituir; però a la mort d'aquell fou cridat de bell nou al consell, i el 1624 caigué definitivament en desgràcia, degut als esforços de Richelieu i de La Vieuville, retirant-se llavors a les seves possessions de Sillery, on morí al cap de poc, ja octogenari.
El seu germà Nadal Brulat de Sillery (1577-1640 fou comanador de l'Orde de Malta i ambaixador a Espanya i a Roma, però després es retirà del món i abraçà la vida religiosa sota la direcció de Sant Vicenç de Paül, que pronuncià la seva oració fúnebre, consagrant la seva immensa fortuna a les obres de caritat.
Pere Brulart, marquès de Puisieux, fill del canceller, fou secretari d'Estat i el fundador de la branca dels Puisieux.
Fabià Brulart de Sillery (1655-1714), besnet del canceller, fou bisbe d'Avranches i de Soissons i individu de l'Acadèmia Francesa.
L'últim individu notable d'aquesta família fou Carles Aleix Brulart, comte de Genlis i marquès de Sillery (París, 20 de gener de 1737 - 31 d'octubre de 1793) començà la seva carrera a l'armada, després fou capità de les guàrdies del duc de Chartres, el futur Felip Igualtat, formà part de l'Assemblea Constituent i de la Convenció Nacional i figurà entre els girondins, sent guillotinat amb 21 d'ells.

## Galeria dels Sillery

Escut de Sillery
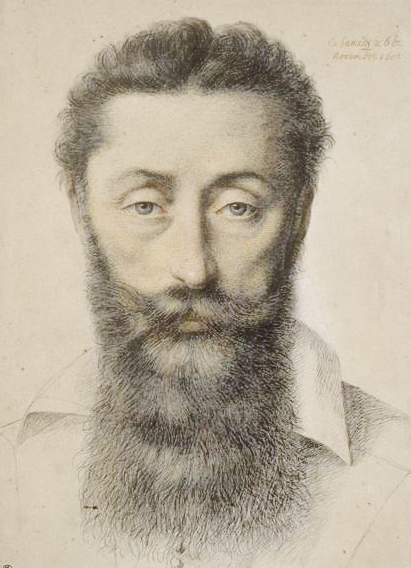
Nicolau Brulart de Sillery
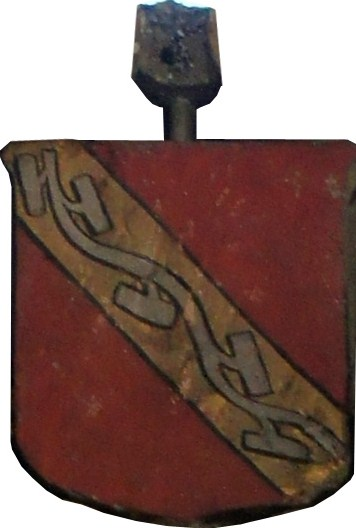
Blassó de Nicolau Brulart
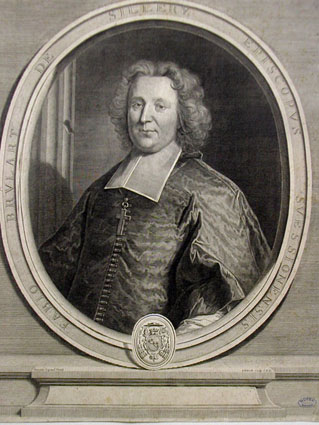
Fabià Brulart de Sillery
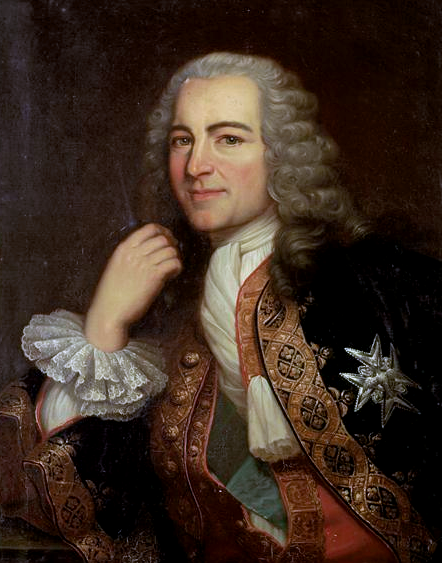
Lluís Brulart de Sillery